# Volksversammlung (Abchasien)
Die Volksversammlung (abchasisch Аҧсны Жәлар Реизара /Abhasnji Tseljap Reizara, russisch Народное Собрание /Narodnoje Sobranije) ist das Parlament der international nur von wenigen Staaten anerkannten Republik Abchasien.
Die Volksversammlung ist ein Einkammerparlament, dessen 35 Mitglieder auf fünf Jahre gewählt werden. Die Wahl erfolgt nach dem Mehrheitswahlrecht. Zum Erreichen eines Parlamentsmandates muss ein Kandidat in seinem Wahlkreis mehr als 50 % der abgegebenen Stimmen erhalten. Erreicht in einem Wahlkreis kein Kandidat die erforderliche Mehrheit, so erfolgt eine Stichwahl, bei der sich die beiden Kandidaten, die die meisten Stimmen erhalten haben, erneut zur Wahl stellen.
Parlamentspräsident von 2002 bis 2012 war Nugsar Aschuba, sein Nachfolger war Waleri Bganba. Ein häufiger Kritikpunkt an der Zusammensetzung des Parlaments ist, dass die nationalen Minderheiten (im Wesentlichen Russen, Georgier und Armenier) nicht ihrem demographischen Anteil an der Bevölkerung Abchasiens entsprechend repräsentiert sind.

## Zusammensetzung
Nach den Wahlen vom März 2022 setzt sich die Volksversammlung wie folgt zusammen:
| Parteien         | Parteien    | Sitze |
| ---------------- | ----------- | ----- |
| Präsidentenblock | Amzachara   | 4     |
| Präsidentenblock | Aitaira     | 1     |
| Sonstige         | Unabhängige | 30    |
| gesamt           | gesamt      | 35    |

Bei der Parlamentswahl in Abchasien 2022 erhielten die Anhänger des Präsidenten Aslan Bschania eine Mehrheit der Plätze in der Volksversammlung.